# Pițiga
Pițiga – wieś w Rumunii, w okręgu Alba, w gminie Lupșa. W 2011 roku liczyła 131 mieszkańców.